# Фелье, Луи
Луи Фелье (фр. Louis Éconches Feuillée, 1660—1732) — французский естествоиспытатель: астроном, географ и ботаник.

## Биография
В 1680 году стал монахом ордена минимов. При первом представившемся случае отправился в путешествие с целью научных исследований. Близ Туниса попал в руки разбойников и был ограблен. Следующие два путешествия, в Южную Америку и Вест-Индию, в 1703—1706 и 1707—1710 гг., были совершены им за счёт французского правительства. В эти путешествия он производил магнитные и метеорологические наблюдения, наблюдал полное солнечное затмение 16 ноября 1706 года и определил географическое положение очень многих мест.
В 1724 году Фелье отправился в новое путешествие на Канарские острова по поручению Парижской академии, для сравнения проходящего через острова первого меридиана с Парижским меридианом. При посредстве старательно произведенных триангуляций, определений времени, наблюдения затмений спутников Юпитера и прочего Фелье определил разности долгот между Парижем и Тенерифским пиком в 18° 52’ 3", а также между Парижем и западным берегом острова Ферро в 20° 1’ 45". В своих геодезических работах Фелье первый стал пользоваться для определения долготы расстояниями Луны. Ему же принадлежат изобретение и первое устройство ареометра с постоянными объёмом и указание — очень неточного, впрочем — способа вычисления высот гор с помощью наблюдений над барометром.
В 1711 году Фелье получил место директора Марсельской астрономической обсерватории, которое и занимал затем до конца жизни.

## Печатные труды
- Feuillée L. Journal des observations physiques, mathematiques et botaniques… :  [фр.]. — Paris : Pierre Giffart…, 1714. — [i—viii], 573—768 p. — Tome second. — Видовые признаки растений указаны на латинском языке, остальной текст — на французском..

## Эпонимы
- Карл Линней назвал в его честь род растений Fevillea семейства тыквенных (Cucurbitaceae).
- В 1935 году Международный астрономический союз назвал в его честь кратер на Луне.